# Musée romand de la machine agricole
Le musée romand de la machine agricole est un musée suisse, consacré aux outils et  machines agricoles.

## Localisation
Le musée se trouve sur le territoire de la commune de Gingins, dans le canton de Vaud. Il se situe dans le cadre du moulin de Chiblins, sur le cours de l'Asse et propriété depuis 1989 du « centre historique de l'agriculture ».

## Collections
Le musée regroupe plus de 2 000 pièces qui retracent l'évolution de l'agriculture à partir du XVIIIe siècle.
En partenariat avec le centre historique de l'agriculture, le musée organise :
- Démonstration de moissons à l'ancienne[3]
- Démonstration de boucherie à l'ancienne
- Démonstration et conseil pour les plantations et semis